# تحذير الزناد (فلم)
تحذير الزناد هو فيلم أكشن وإثارة أمريكي لعام 2024 من بطولة جيسيكا ألبا التي تلعب دور ضابطة ماهرة في القوات الخاصة تستولي على حانة والدها بعد وقت قصير من وفاته، وسرعان ما تجد نفسها على خلاف مع العصابة العنيفة المتفشية في مسقط رأسها. الفيلم من إخراج مولي سوريا في أول فيلم لها باللغة الإنجليزية، وكتبه جون برانكاتو وجوش أولسون وهالي غروس. إنتجه بواسطة طريق الرعد للإنتاج و ليدي سبيتفاير.
اكتمل البرنامج النصي المواصفات لـ تحذيرالزناد لأول مرة بواسطة طريق الرعد للإنتاج في يونيو 2016. وقد وصفَ بأنه تقاطع بقيادة أنثى بين الدم الأول وجون ويك. حصلت نتفليكس لاحقًا على الفيلم في مايو 2020. واعلن عن العديد من الممثلين في سبتمبر 2021، مع التصوير في نيومكسيكو. قام إينيس روتهوف بتأليف نتيجة الفيلم.
إصدرَ تحذيرالزناد بواسطة نتفليكس في 21 يونيو 2024. تلقى الفيلم آراء سلبية من النقاد.

## الحبكة
تبدأ القصة في مدينة كريشن، حيث كانت عائلة سوان متورطة في تجارة الأسلحة غير القانونية وتستفيد من نفوذها في المدينة لتغطية نفسها. حزقيال سوان هو عضو مجلس الشيوخ، وجيسي (الابن الأكبر) هو الشريف، وإلفيس (الابن الأصغر) هو تاجر الأسلحة.
كان إلفيس يستخدم منجم هاري لأخذ الأسلحة من مستودع عسكري. تمكنوا من الوصول إلى نفق تحت الأرض وبدوا في نقل الأسلحة سرًا لبيعها لتجار الأسلحة. عندما اكتشف هاري ذلك، قُتل، وألقوا باللوم عليه في انهيار المنجم. تتعقد الاحداث حيث يتصل جيسي بابنة هاري (حبيبته السابقة) باركرويخبرها بوفاة هاري "مصادفاً"، مما يحفزها على العودة إلى الديار.
باركر، وهي مقاتلة عسكرية ومحققة ذات مهارات عالية، تشهد استخدام إلفيس للرشاشات وتطفل الأشخاص على ممتلكات عائلتها. القي القبض على رجال إلفيس وهم يتعدون على كهف هاري وتتخذ باركر الإجراء الازم. قام أتباعه فيما بعد بإحراق حانة هاري (ماريا) الى الأرض. ثم تقوم باركر بمطاردة منفذي الحريق وتهاجمهم ولكن ينتهي بهم الأمر بالقبض عليهم. في السجن، تدرك باركر أن جيسي وعائلة سوان بأكملها مرتبطون بوفاة والدها. يدرك آل سوانس أنهم لا يستطيعون السماح لـ باركر بالذهاب لأنها تعرف الكثيرعن اعمالهم، لذلك يحاولون التغلب عليها حتى تمتثل لهم.
ومع ذلك، فإنها تقاوم الاستجواب وتأخره لفترة كافية للتخلص من أصفادها وتأخذ حزقيال كرهينة في هذه العملية. تمكنت باركر من الهروب بأخذ طراد الشرطة، لكنها فقدت الوعي بسبب استطامها وإصاباتها .
وجدها مايك (صديق باركر) مصابة في ممتلكاته وأخفاها حتى تتمكن من التعافي في معمل الأعشاب السري الخاص به. بعد 3 أيام من التعافي، تتوق باركر إلى الانتقام وتجمع ما يكفي من الأسلحة لشن الحرب.
في هذه الأثناء، دفع الشبح(المرتزق) أموال سوان مقدمًا مقابل تلك الأسلحة، ولم يتم تسليمها. عند الضغط عليه بشأن هذا الأمر، اعترف حزقيال بأنه أنفق الأموال بالفعل على حملة إعادة انتخابه.
تتسلل باركر إلى مجمع سوان وتواجه حزقيال للحصول على إجابات لما حدث لوالدها قبل قتله. في المنجم، تقاتل وتقتل إلفيس بالطعن بالسكين. يصل أصدقاء باركر وهاري لمساعدة باركر في إنجاز مهمتها والوصول الى مخرج المستودع العسكري.
في هذه الاثناء يصل جيسي وفي يده قنبلة يدوية، في محاولة يائسة للسيطرة على الوضع. تعرض عليه باركر مساعدته، لكنه يدرك أنه لا توجد نهاية سعيدة له ويدفعها بعيدًا قبل أن يفجر نفسه. مع وفاة عائلة سوان، أصبحت باركر قادرة على المضي قدمًا في حياتها.

## الممثلون
- جيسيكا ألبا في دور باركر، كوماندوز من القوات الخاصة في الخدمة الفعلية
- مارك ويبر في دور جيسي، المأمور والابن الأكبر لحزقيال، وصديق باركر السابق.
- تون بيل بدور سبايدر، متخصص في العمليات السرية وهاكر
- جيك ويري في دور إلفيس، الابن الأصغر لحزقيال، وشقيق جيسي، وتاجر أسلحة
- غابرييل باسو في دور مايك، منتج القنب وصديق باركر
- أنتوني مايكل هول في دور حزقيال، عضو مجلس الشيوخ
- كايوي ليمان في دور الشبح
- هاري ديلون في دور محمد

بالإضافة إلى ذلك، يظهر أليخاندرو دي هويوس في ذكريات الماضي بدور هاري.

## إلانتاج
استحوذت شركة طريق الرعد للإنتاج في يونيو 2016 على نص مواصفات جوش أولسون وجون برانكاتو لـ تحذيرالزناد. الحق باسل إيوانيك وإيريكا لي لإنتاج الفيلم، والذي تم وصفه بأنه تقاطع بقيادة أنثى بين الدم الأول (1982) وجون ويك (2014). في مايو 2020، اشترت نتفليكس الفيلم وكانت المخرجة الإندونيسية مولي سوريا مستعدة لإنتاج أول فيلم لها باللغة الإنجليزية، بينما انضمت جيسيكا ألبا للتمثيل والإنتاج التنفيذي. في سبتمبر 2021 اختيرا أنتوني مايكل هول، ومارك ويبر، وأليخاندرو دي هويوس، وتون بيل، وجيك ويري، وغابرييل باسو، مع قيام هالي جروس بمراجعة السيناريو. كان من المقرر أن يبدأ التصوير في نيو مكسيكو في أواخر عام 2021. في 1 أكتوبر 2021، تعرض أحد أفراد الطاقم جيمس شاول إلى حادث اصطدام وادخل المستشفى بكابل مقطوع وكسر ساقه. قام إينيس روتهوف بتأليف نتيجة الفيلم.

## ألاطلاق
إصدر تحذير الزناد بواسطة نتفليكس في 21 يونيو 2024.

## اراء النقاد
لموقع مجمع المراجعة روتن توميتوز، كانت 18% من آراء 38 نقادًا إيجابية، بمتوسط تقييم 3.6/10. يقول إجماع الموقع: "من المؤكد أن تحذير الزناد له تأثير قوي عند توزيع الكليشيهات والاتصال بمهرجان الغفوة."ميتاكريتيك، الذي يستخدم متوسطًا مرجحًا، منح الفيلم درجة 37 من أصل 100، بناءً على 13 نقادًا. ، مما يشير إلى المراجعات "غير المواتية بشكل عام".
كتب بنجامين لي من صحيفة الغارديان: "لا يكفي دفع الفيلم إلى منطقة ذكية أو جديرة بالملاحظة حقًا، لكنه يضيف بعض الغضب الشديد في عام الانتخابات إلى مهمة ألبا الحتمية والتي تنطوي على الانتقام". كتب جيسي هاسنجر من آي جي إن "يمزج تحذيرالزناد معًا ثلاثة أنواع مختلفة من أفلام الإثارة، ولكن يبدو أحيانًا كما لو أن مركبة جيسيكا ألبا لا تكلف نفسها عناء الاستفادة من أفضل ما تمزقه". بريان لوري سي إن إن كتب: "قد لا يكون تحذير الزناد يحزم أي شيء غير متوقع في الغرفة، ولكن بالنسبة لأولئك الذين يأتون إليه بالعقلية المناسبة، فإن الفيلم لا ينتهي به الأمر إلى إطلاق الفراغات أيضًا."

## روابط اضافية
- https://www.netflix.com/title/81064546 على نتفليكس
- https://www.imdb.com/title/tt5834874/ على قاعدة بيانات الأفلام على الإنترنت